# Gestin (saint)
Pour les articles homonymes, voir Gestin.
Gestin, né au Pays de Galles au VIe siècle, est un saint de l’église catholique selon l'hagiographie bretonne. Son nom est dérivé du latin Justinus (Justin) et est connu sous les variantes Yestin (celte)[Quoi ?], Iestyn (gallois), Istan ou Jestin (breton). Il est l’objet d’un culte local en Bretagne et au Pays de Galles et est fêté le 19 avril.

## Hagiographie
Ce qu’on connaît de la vie de Gestin relève de la légende. Il est dit le fils de Geraint, roi de Domnonée, et descendant de l’empereur Constantin. Venu en Bretagne comme compagnon de saint Efflam et de sa femme Enora, il se serait installé au lieu-dit des Grèves, aujourd'hui Plestin-les-Grèves (Côtes-d'Armor) qui lui doit son nom (Plestin : Plou-Iestin, « paroisse de Gestin »). « Il avait élevé un oratoire et une cellule qu'il fut forcé d'abandonner pendant un voyage qu'il fit à Rome. À son retour, il retrouva sa cellule, mais elle était habitée par  saint Efflam, qui voulut la lui rendre. Gestin s'y opposa, et les deux saints anachorètes vécurent ensemble à partir de ce moment ». Il est plus probable que seul le culte de ce saint Jestin [Gestin] gallois ait traversé la Manche avec les colons des VIe et VIIe siècles.

## Culte
Gestin est honoré à Plestin, dont il est le patron de la paroisse, tandis que saint Efflam est titulaire de l’église. Il y est représenté par une statue où il est habillé en prêtre en vêtements sacerdotaux. Un pardon a lieu chaque année le quatrième dimanche après Pâques.
Près de l’église se trouve une fontaine, elle aussi placée sous l’invocation de saint Gestin, qui avait des vertus miraculeuses : elle guérissait les fièvres. 
Au hameau de Pen ar Ven, une chapelle Saint-Gestin, reconstruite au XVIIe siècle (1673) lui était dédiée, près d’une fontaine, l’ensemble en ruines, dans un enclos qui aurait constitué le premier ermitage de Gestin.
L’église Saint-Justin de Guiler-sur-Goyen (Finistère), anciennement église Saint-Gestin, abrite une statue de « saint Jestin ».
Le culte de Gestin est pratiqué également au Pays de Galles (ancienne paroisse de Llaniestyn, comté de Gwynned), où on le représente comme un pèlerin portant un bourdon à tête de chien.